# Carpodacus thura
Il carpodaco cigliabianche dell'Himalaya (Carpodacus thura Bonaparte & Schlegel, 1850) è un uccello passeriforme della famiglia dei Fringillidi.

## Etimologia
Il nome scientifico della specie, thura, venne scelto in omaggio all'omonima figlia dello zoologo svedese Sven Nilsson.

## Descrizione

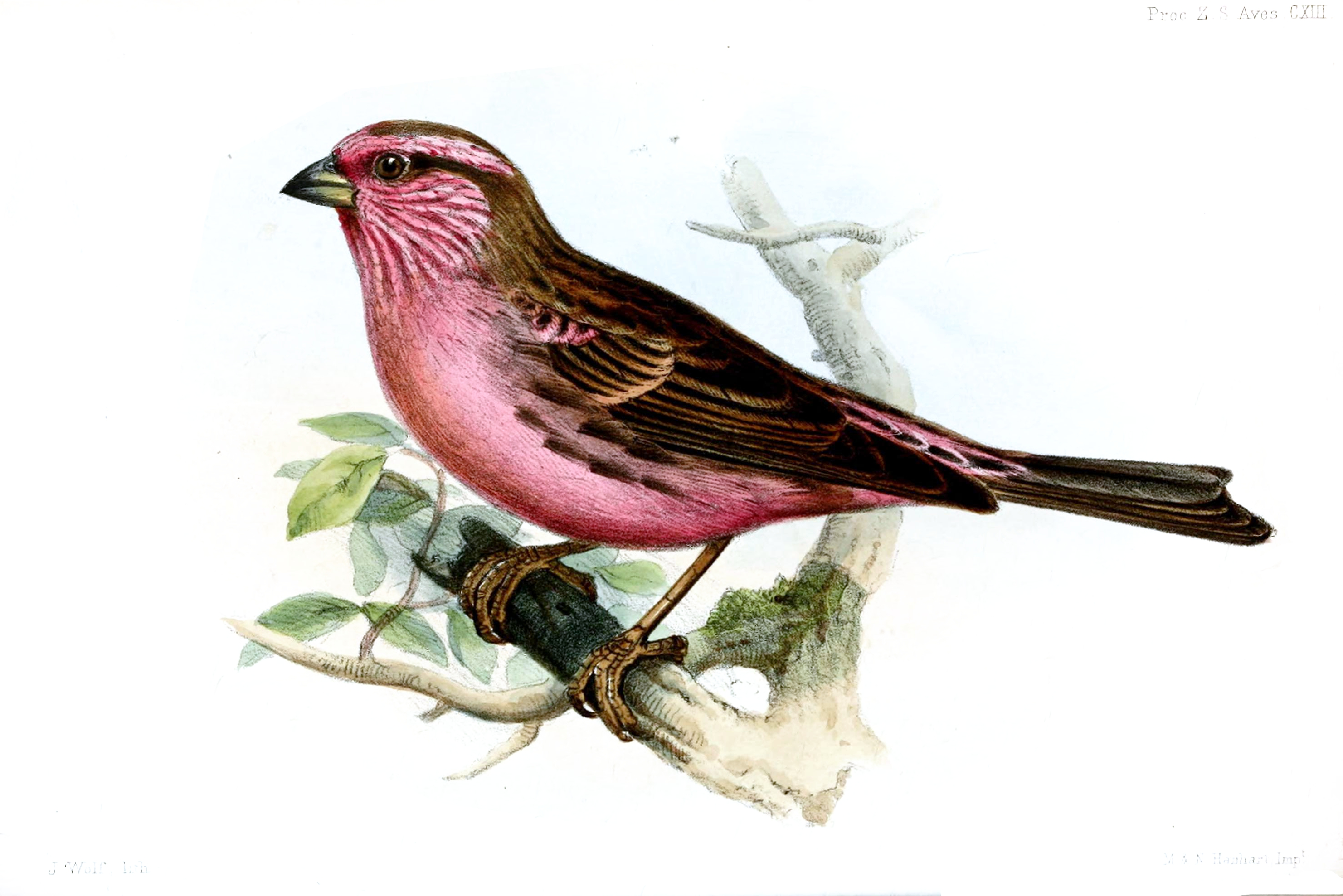
Maschio in illustrazione del 1855.

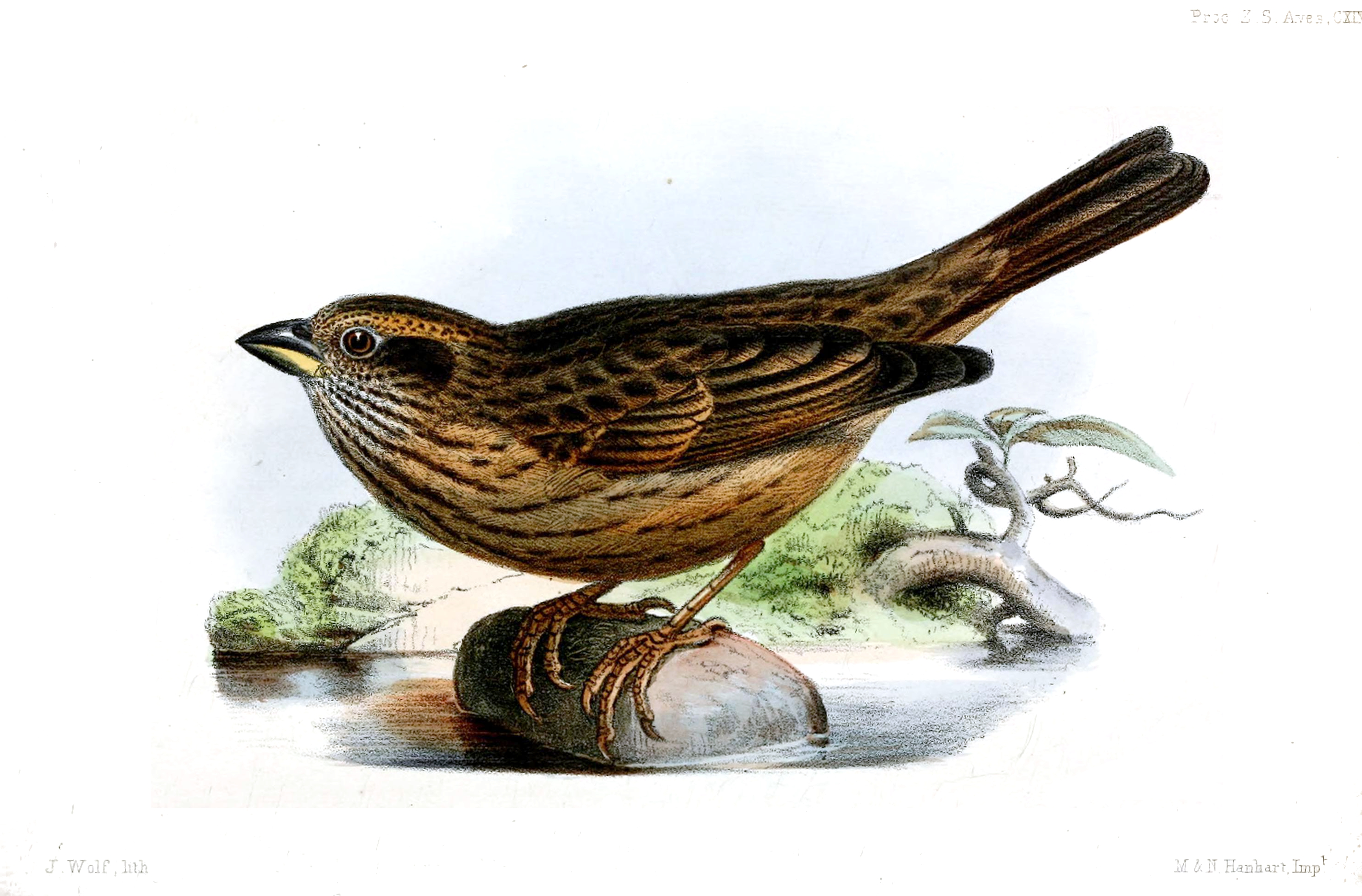
Femmina in illustrazione del 1855.

### Dimensioni
Misura 17–18 cm di lunghezza, per 24-36 g di peso.

### Aspetto
Si tratta di uccelli dall'aspetto robusto, muniti di testa tondeggiante con grandi occhi e becco robusto e conico, ali allungate e coda dalla punta lievemente forcuta.
Il dimorfismo sessuale è ben evidente: il piumaggio dei maschi, infatti, è di colore rosa su guance, gola, petto, fronte e ventre, mentre il sottocoda è bianco e (come intuibile dal nome comune) anche la parte terminale del sopracciglio è dello stesso oclore, mentre la restante parte è anch'essa rosa, vertice, nuca e dorso sono di colore bruno (stesso colore della mascherina che dai lati del becco raggiunge gli occhi e i lati del cranio, delimitando il sopracciglio nel ricongiungersi col bruno dorsale) e ali e coda sono bruno-nerastre con penne orlate di bruno. Nelle femmine la colorazione rosata ventrale è del tutto assente, sostituita dal bruno-giallastro. In ambedue i sessi, il becco è nerastro (con tendenza a schiarirsi divenendo grigio-avorio nella parte inferiore e alla base), le zampe sono dello stesso colore e gli occhi sono di colore bruno-rossiccio.

## Biologia

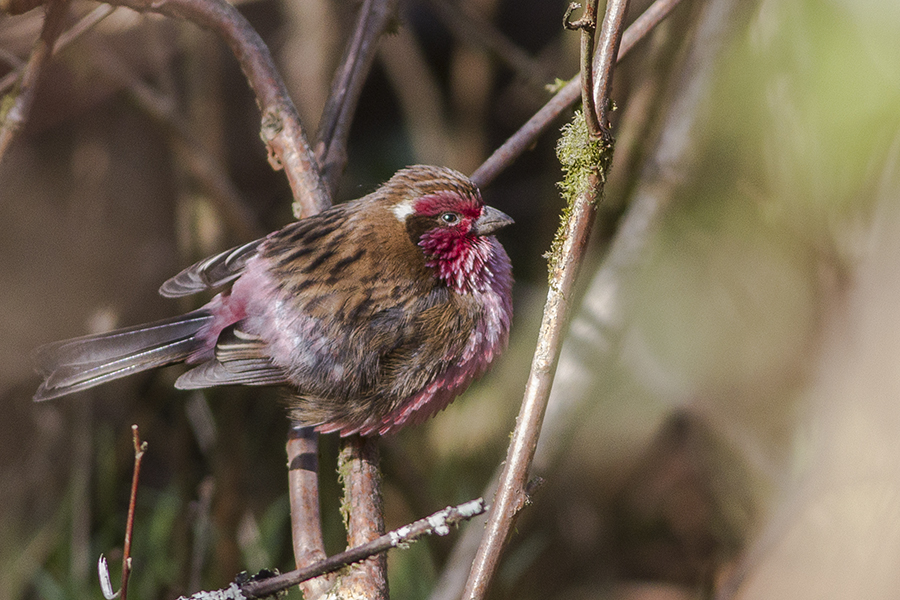
Maschio nel Sikkim occidentale.

Questi uccelli presentano abitudini principalmente diurne, spostandosi in coppie o in gruppetti e passando la maggior parte della giornata alla ricerca di cibo, muovendosi perlopiù al suolo o fra i cespugli.

### Alimentazione
Si tratta di uccelli perlopiù granivori, la cui dieta si compone in massima parte di semi e granaglie perlopiù di piante erbacee, ma comprende anche germogli, boccioli, bacche (specialmente bacche di Berberis e more) e frutti, e specialmente durante il periodo estivo possono essere consumati anche piccoli invertebrati.

### Riproduzione
La stagione riproduttiva va dalla fine di giugno ad agosto: i maschi corteggiano le femmine (si tratta di uccelli rigidamente monogami) cantando da posatoi isolati ed elevati. Le coppie possono nidificare in semi-colonie con nidi distanziati, e ciascuna di esse difende strenuamente il territorio attorno al proprio sito di cova dagli intrusi.
Il nido, a forma di coppa, viene costruito alla biforcazione di un ramo intrecciando fibre vegetali e foderando l'interno con piumino, muschio ed altro materiale soffice: alla sua costruzione partecipa la sola femmina, col maschio che sporadicamente può fornire del materiale da costruzione. Al suo interno vengono deposte 3-6 uova, che la femmina provvede a covare da sola (il maschio rimane di guardia nei pressi del nido e si occupa di trovare il cibo per sé e per la compagna) per circa due settimane: i pulli, ciechi e implumi alla schiusa, vengono imbeccati da ambo i genitori, che li nutrono con semi rigurgitati e insetti, e sono in grado d'involarsi attorno alla terza settimana di vita.

## Distribuzione e habitat

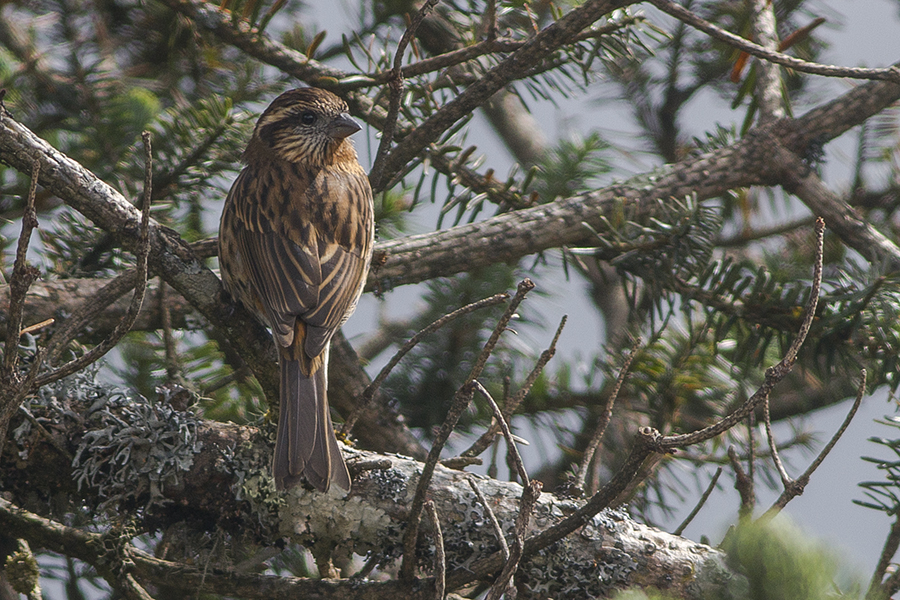
Femmina nel Sikkim.

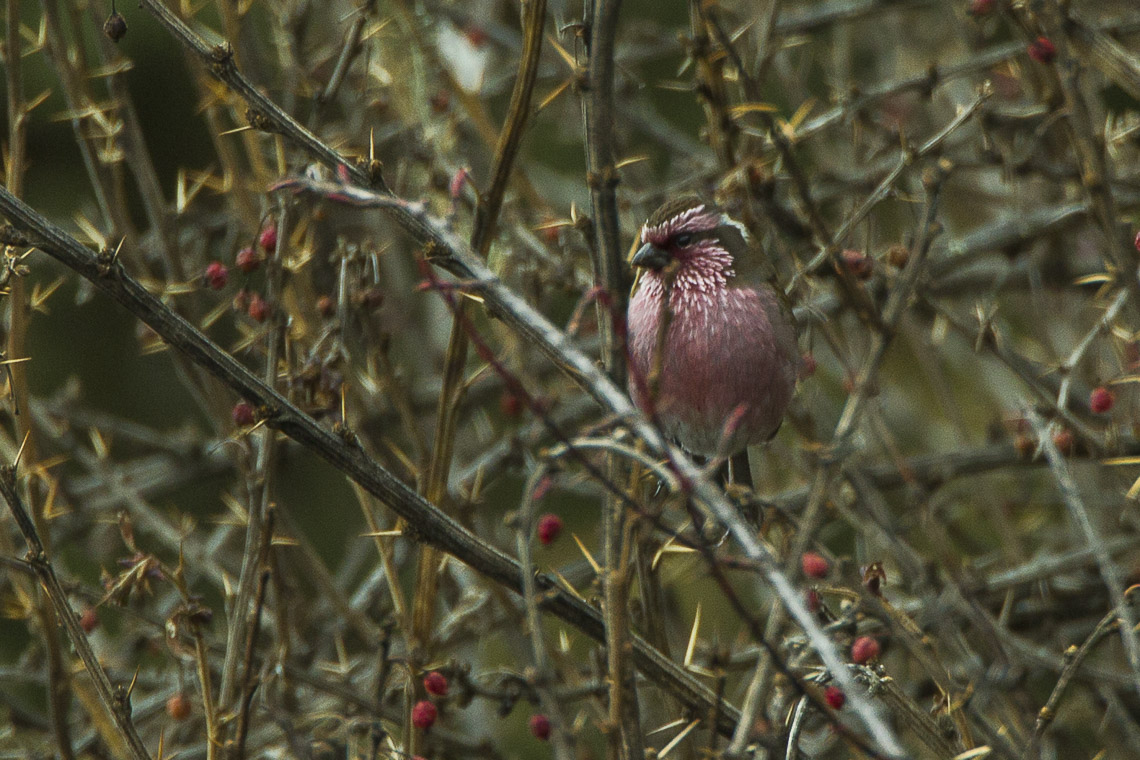
Maschio nel Bhutan.

Come intuibile dal nome comune, il carpodaco cigliabianche dell'Himalaya è diffuso lungo le pendici meridionali della catena dell'Himalaya, occupando un areale che si estende grossomodo dal Badakhshan alla Cina sud-occidentale. La specie è residente in tutto il suo areale, con tendenza a scendere di quota durante i mesi invernali per evitare l'eccessiva rigidità del clima.
L'habitat di questi uccelli è rappresentato dalle aree boscose sia a latifoglie che a conifere, con presenza di sottobosco arbustivo, privilegiando le aree più sgombre, come il limitare delle foreste, le radure e i campi di taglio, e potendo essere osservati anche nelle pietraie.

## Sistematica
Se ne riconoscono due sottospecie:
- Carpodacus thura thura Bonaparte & Schlegel, 1850 - la sottospecie nominale, diffusa dal Nepal all'Arunachal Pradesh e all'estremo sudest del Tibet;
- Carpodacus thura blythi (Biddulph, 1882) - diffusa dall'Afghanistan nord-orientale e dal Kashmir al Nepal occidentale;

In passato alla specie venivano ascritte anche le sottospecie dubius, deserticolor e femininus: con l'elevazione al rango di specie a sé stante del carpodaco cigliabianche cinese col nome di Carpodacus dubius, le altre due sono state ascritte a quest'ultimo.